# Carmageddon II: Carpocalypse Now
Carmageddon II: Carpocalypse Now est un jeu vidéo de combat motorisé développé par Stainless Games et édité par Sales Curve Interactive, sorti en 1998 sur Windows et Mac OS. La musique utilise des chansons de heavy metal d'Iron Maiden et Sentience.

## Système de jeu
Le jeu est composé de dix niveaux. La victoire s'obtient soit en terminant premier la course, soit en éliminant les autres concurrents ou encore en écrasant tous les piétons présents dans les rues. Dans certains pays, la censure transforme les passants en zombies ou en extraterrestres. Il est possible également de franchir des obstacles et réaliser des cascades variées.